# Борсук (РЛС)

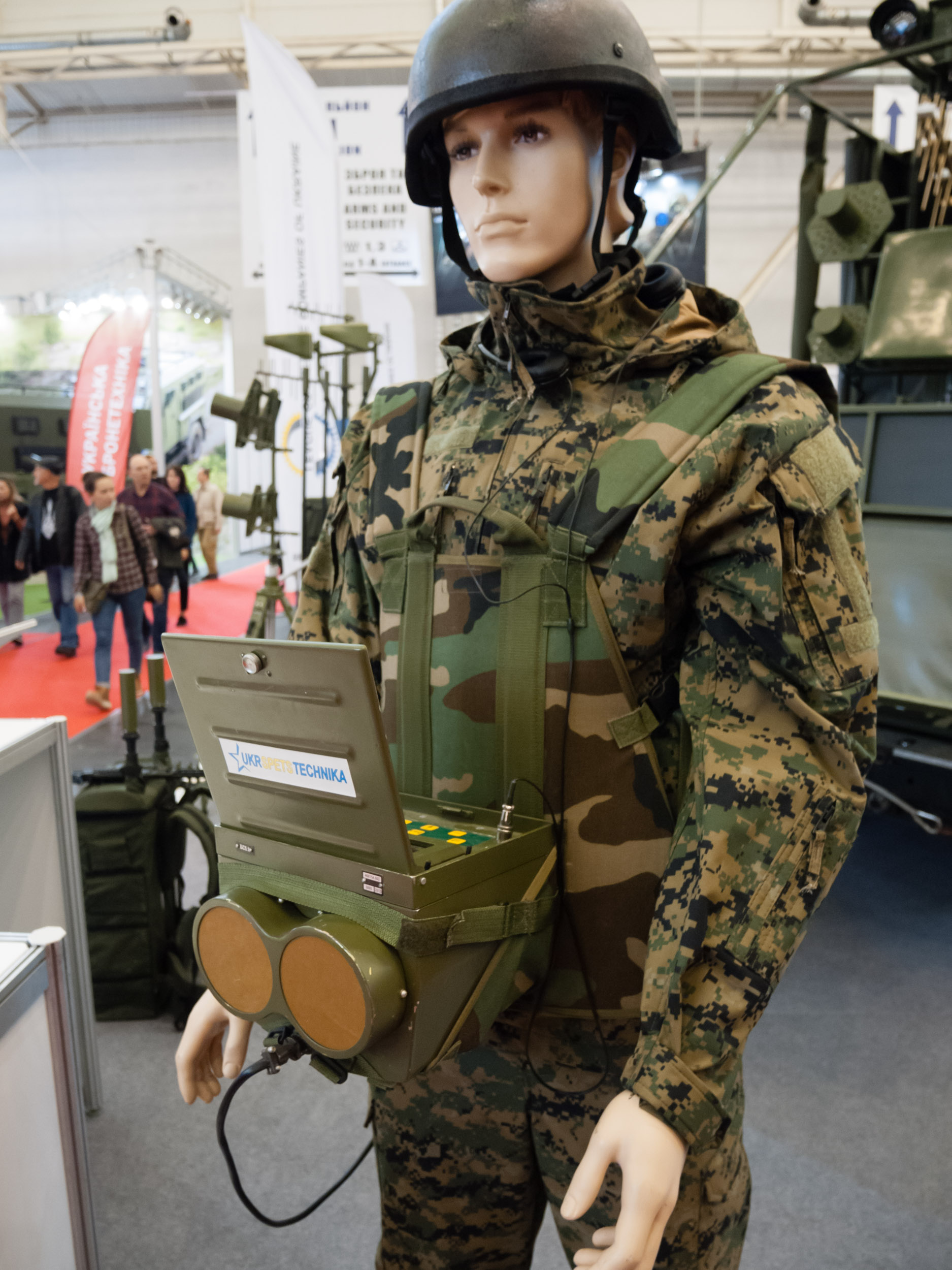
На виставці «Зброя та безпека-2018»

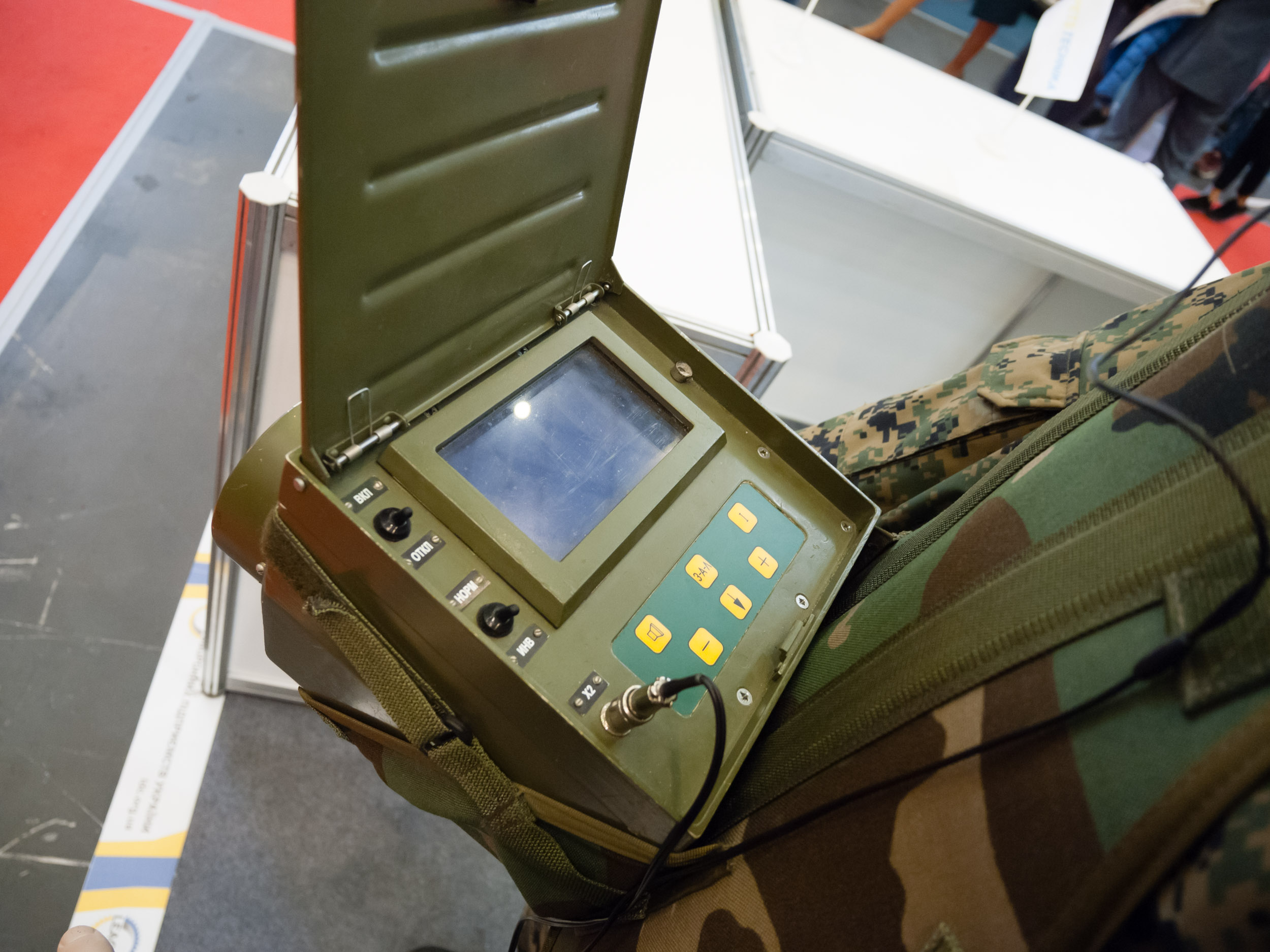
На виставці «Зброя та безпека-2018»

РЛС 112L1 «Борсук» — станція наземної радіолокації міліметрового діапазону для виявлення людей, наземних і надводних транспортних засобів. Розроблена ВАТ «ХК „Укрспецтехніка“».
Станції «Борсук» і «Лис» перебувають на озброєнні прикордонної служби України.

## Опис
РЛС дистанційної розвідки типу «Борсук» використовують при пошуку різного роду порушників, терористів і диверсантів. Інформація про рухомі цілі відображається на екрані індикатора у вигляді амплітуди сигналу, який також передається звуковим каналом до навушників оператора. У цій РЛС застосований передавач із дуже малою потужністю випромінювання, що ускладнює її виявлення. Використання кодової маніпуляції робить її несприйнятливою до перешкод, водночас цей прилад не створює їх для інших радіотехнічних засобів.
Час розгортання цієї РЛС із повним приведенням у робочий стан не перевищує однієї хвилини.
Разом із акумулятором живлення «Барсук» важить 5–6 кг.

## Характеристики
Виявлення об'єктів:
- техніка: до 1600 м
- людина: 600—800 м

## Модифікації
- 112L1 «Барсук» — патрульний радіолокатор, який переноситься людиною, забезпечує виявлення людей, наземних та надводних транспортних засобів[2]. На екрані індикатора РЛС 112L1 «Барсук» інформація про рухому ціль відображається у вигляді амплітуди сигналу (ідентифікація цілі — людина, група людей, автотранспорт, тварина, відбувається за звуковим сигналом в навушниках).

- 112L1А «Барсук-А» — стаціонарний варіант станції, встановлений на поворотний пристрій. Поворотний пристрій має дистанційне керування за азимутом та кутом місця. Інформація може передаватись через інтерфейс RS-422 (RS-485) на відстань до 1 км[3]. В РЛС 112L1-А «Барсук-А» виявлення та ідентифікація цілі відбувається в автоматичному режимі, при цьому на моніторі відображаються позначки цілей, дані про які автоматично заносяться в формуляр з із зазначенням їхнього номера, відстані, азимуту, і ознаки (людина — транспорт) з прив'язкою до карти місцевості.

## Оператори
- Україна
  - Державна прикордонна служба України
  - Збройні сили України: РЛС 112L1 «Барсук-А» прийнята на озброєння в 2016 році[4]